# Теодор Фален
Карл Теодор Фален (нім. Karl Theodor Vahlen; 30 червня 1869, Відень — 16 листопада 1945, Прага) — австрійський математик, затятий прихильник НСДАП, бригадефюрер СС.

## Біографія
Сином німецького філолога Йоганна Фалена. Фален навчався в Берліні з 1889 року, де потім отримав докторський ступінь в 1893 році.
З 1883 року Фален був приват-доцентом математики в Кенігсберзькому університеті. З 1904 року викладав в Грайфсвальдському університеті, де в 1911 році став ординарним професором. Фален став членом нацистської партії (НСДАП) в 1922 році. З 1924 по 1927 рік він був першим гауляйтером Померанського відділення НСДАП. У тому ж році в університеті стався інцидент за участю професора: Фален підбурював натовп студентів до акції, спрямованої проти уряду Веймарської республіки, хоча тоді все закінчилося тільки зриванням республіканських прапорів. Керівництво університету відправило його у відпустку за зловживання своїм становищем, а в 1927 році він був звільнений без права на пенсію.
Після його звільнення науковий організатор Фрідріх Шмідт-Отт збільшив фінансове становище Фалена, яке той отримував за свою роботу для проектів ВМФ Німеччини з 1922 року. Фален також деякий час працював асистентом Йоганнеса Штарка в його приватній фізичній лабораторії. У 1930 році Фален повернувся на свою історичну батьківщину і став працювати викладачем математики у Віденському технічному університеті.
30 січня 1933 року Адольф Гітлер став канцлером Німеччини. Після цієї події кар'єра математика, оскільки він підтримував НСДАП з самого початку, почала набирати різкі обертів. У тому ж році він став ординарним професором математики в Берлінському університеті імені Гумбольдта. Його попередником на цій посаді був Ріхард Едлер фон Мізес, який емігрував з Німеччини в результаті прийняття Закону про відновлення професійної цивільної служби, який був частково спрямований в тому числі і проти професорів єврейського походження, яке мав Мізес. Після 1933 року Фален став рішучим прихильником «Німецької математики», руху, паралельного «Німецькій фізиці» (членами якої були нобелівські лауреати з фізики Філіп Ленард і Йоганнес Штарк). Обидва рухи були антисемітськими за своїм духом. У 1937 році Фален частково відійшов від викладання, отримавши звання емерита.
У період з 1933 по 1937 рік Фален займав пост віце-президента Товариства імператора Вільгельма. З травня 1934 року також був Секретарем-помічником і керівником Наукового відділу Імперського міністерства виховання. Насправді Науковий відділ був розділений на два відділення: WI, або Прусський департамент, приймач Міністерства науки, мистецтва і культури, і WII, центр військових розробок. Формально Фален очолював WI, проте в дійсності усіма питаннями завідував його заступник, хімік Франц Бахер. Перебуваючи на своєму новому посту, в 1936 році Фален починає видавати журнал Deutsche Mathematik, одним з редакторів якого був берлінський математик Людвіг Бібербаха. У журналі крім наукових статей публікувалися статті політичного змісту, які друкувалися на початку. 1 січня 1937 року Фален був звільнений від своїх обов'язків в Імперському міністерстві виховання. За допомогою маніпуляцій у виборчому процесі з боку Фалена і його прихильників, він став президентом Прусської академії наук у 1938 році.
У 1933 році Фален приєднався до СА, в 1936 році перейшов у СС.
У 1944-1945 роках під час окупації Чехословаччини нацистською Німеччиною працював в Німецькому університеті в Празі.
Після закінчення війни був заарештований в Празі, де і помер в 1945 році у в'язниці.

## Математика
Фален отримав докторський ступінь за внесок в розвиток адитивної теорії чисел. Деякий час продовжував спеціалізуватися на теорії чисел, але пізніше в основному почав приділяти увагу прикладної математики.
Теодор Фален був одним з початкових прибічників напряму геометричної алгебри. Друкувався в журналі Mathematische Annalen.
Що ж стосується теорії відносності, то в нацистській Німеччині вона була предметом суперечок. Історик Марк Волкер писав про роль Фалена в цій полеміці наступне: «Зрештою Фаленом була прийнята звичайна тактика приписування авторства теорії відносності іншим "арійським" фізикам, тим самим звинувачуючи Ейнштейна в плагіаті і одночасно роблячи теорію зручною для націонал-соціалістичної ідеології.»

## Нагороди
- Залізний хрест 2-го і 1-го класу
- Орден Альберта (Саксонія), лицарський хрест 1-го класу з мечами і короною
- Медаль «За вислугу років у ландвері» (Пруссія) 2-го і 1-го класу (25 років)
- Нагрудний знак «За поранення» в сріблі
- Почесний хрест ветерана війни з мечами
- Почесний кут старих бійців
- Почесна шпага рейхсфюрера СС
- Кільце «Мертва голова»
- Медаль Гете за мистецтво і науку (30 червня 1939)
- Золотий партійний знак НСДАП
- Медаль «За вислугу років у НСДАП» в бронзі та сріблі (15 років)